# باول أوكونور
باول أوكونور (بالإنجليزية: Paul O'Connor)‏ هو لاعب قذف أيرلندي، ولد في 29 مارس 1963 في كورك في جمهورية أيرلندا، وتوفي في 18 سبتمبر 2012.